# Monagrillo
Monagrillo es un corregimiento perteneciente al distrito de Chitré en la provincia de Herrera, Panamá. La localidad tiene 12.385 habitantes (2010).

## Historia

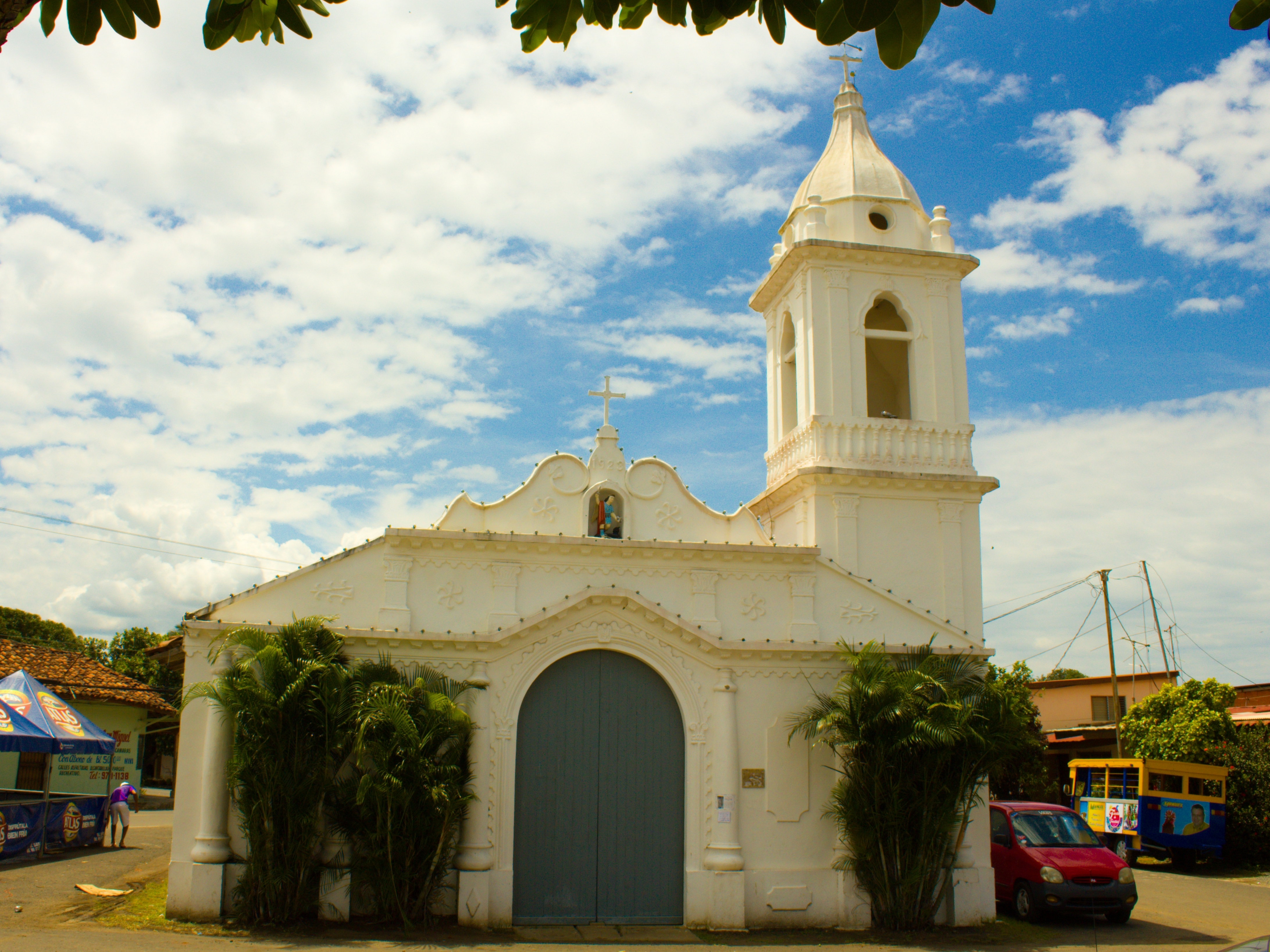
Antigua Iglesia de San Miguel de Monagrillo.

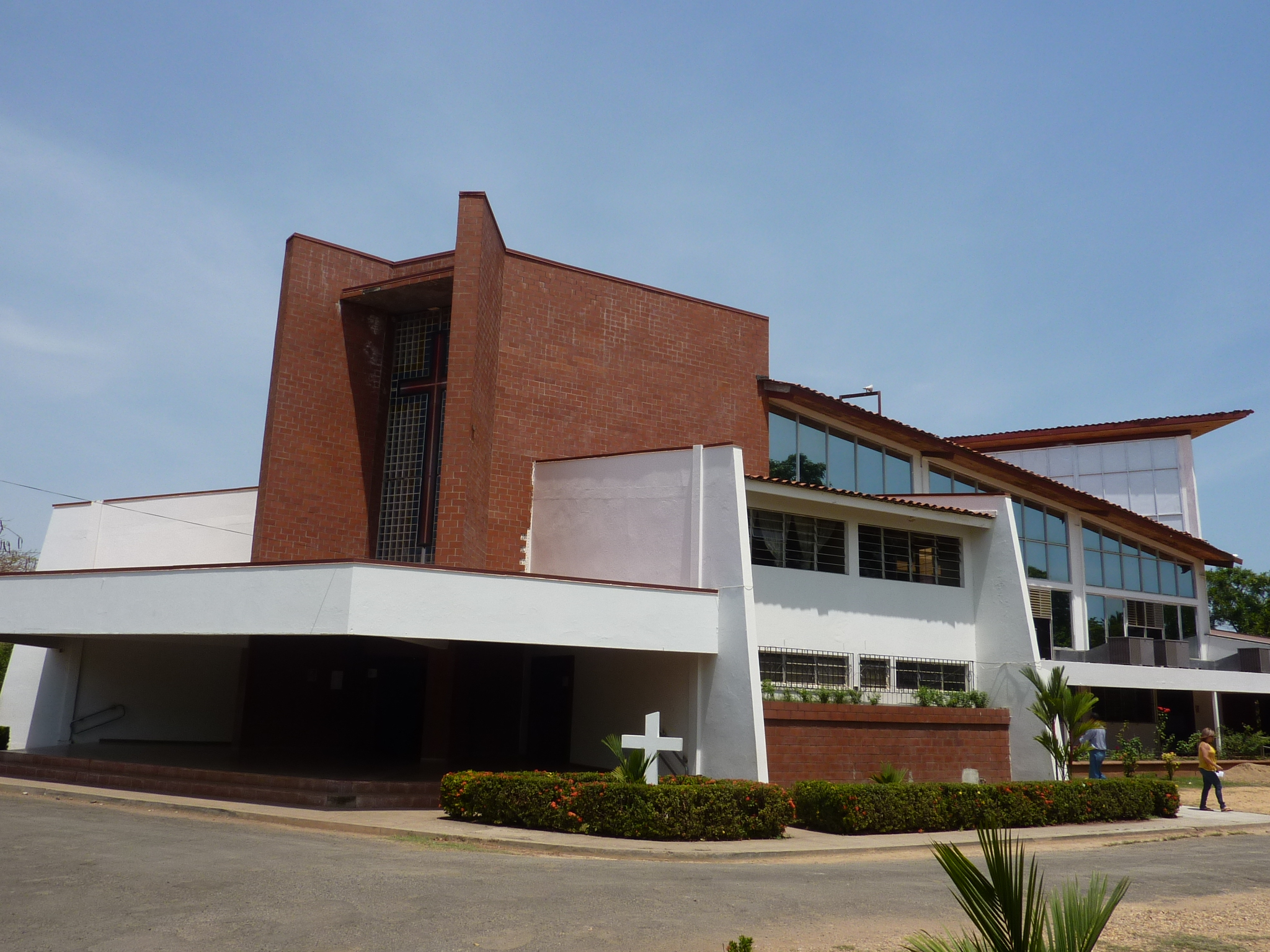
Nueva Iglesia de San Miguel de Monagrillo.

De acuerdo al escritor y poeta Sergio Pérez Saavedra en el diario Crítica, está comprobado científicamente, que las primeras civilizaciones en llegar al Istmo, arribaron a la playa "El Retén" (en Monagrillo), 3 mil o 4 mil años antes de Cristo. Dicha civilización era conocida como los "concheros", debido a su alimentación basada en conchas, cangrejos y camarones.
El origen del nombre del poblado, manifestó el poeta Sergio Pérez Saavedra, surge del hijo del cacique Monagre, quien habitó estas tierras antes de la llegada de los españoles. Se piensa que los españoles lo bautizaron Monagrillo como diminutivo del nombre de su padre.
La fecha de su fundación no se tiene precisa, sin embargo Monagrillo ya estaba constituido antes del 19 de octubre de 1848, cuando se fundó el Distrito de Chitré, organización territorial a la que pertenece.

## Geografía

### Límites
- Norte: Golfo de Parita.
- Sur: Corregimiento de San Juan Bautista.
- Este: Corregimiento de Llano Bonito.
- Oeste: Corregimiento de La Arena.

## Forma de vida
El "monagrillero" o "monagrillera", como se llama a los habitantes del lugar, son conocidos por su particular sentido del humor.  El mismo pueblo es llamado La cuna del humor nacional. Esto debido a las tradicionales reuniones diarias de sus habitantes, quienes en cualquier esquina se sientan a narrar historias. También porque la mayoría de los grandes humoristas panameños son nacidos en este lugar.
Una característica igual de importante para todo monagrillero, es "tener" o "poner a otros" un sobre-nombre (apodo). Se dice que todo habitante del pueblo tiene uno. 
Las actividades principales en Monagrillo giran en torno a la ganadería, la agricultura y el comercio, aunque destacan también actividades propias de una ciudad desarrollada.
En el corregimiento existen importantes centros educativos:
- Escuela Sergio Pérez Delgado (Antigua Escuela Primaria de Monagrillo). Primer centro educativo de Chitré.
- Jardín de Infancia. Una extensión de la Escuela Sergio Pérez Delgado.
- Escuela de Boca de Parita.
- Colegio Padre Segundo Familiar Cano (Antiguo Colegio Secundario de Monagrillo). Es uno de los colegios más importantes de la región.

Otras facilidades como acceso a internet, telefonía celular, residencial, televisión pagada, calles completamente asfaltadas, parques recreativos y campos deportivos, están a la disposición de propios y extraños.
Un Centro Comercial en los límites de los Corregimientos de Chitré, Monagrillo y La Arena ya ha sido construido actualmente. Es el Primer Mall Climatizado, "Paseo Central Mall" con las tiendas más importantes del país.

## Festividades y celebraciones
- 29 de junio: San Pedro

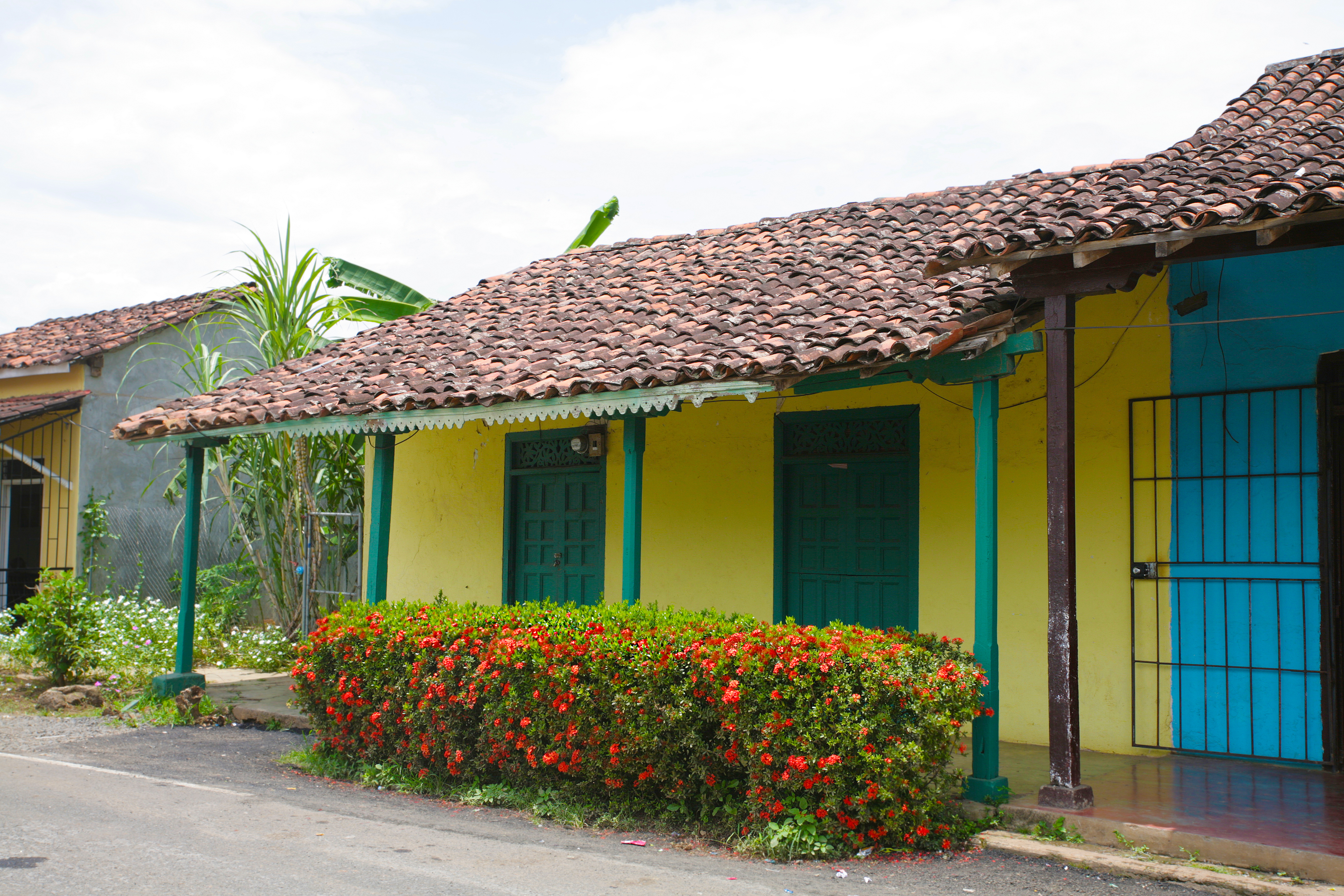
Casas de Monagrillo

- 29 de septiembre: San Miguel Arcángel (Santo Patrono)
- Mes de julio de cada año: Concurso de Ganado Lechero (Conocido popularmente como "Feria Ganadera de Monagrillo"
- Mes de enero de cada año: Encuentro Nacional de Renovación Juvenil Católica en Panamá
- Mes de enero competencia de panderos y cometas playa el Retén.

## Sitios de interés
- El Conchero de Monagrillo:  ubicado cerca de la comunidad pesquera de Boca de Parita en el Distrito de Chitré, Herrera. Sitio de gran importancia histórica para todo el Continente.
- Playa "El Retén": Playa rodeada de manglares, con presencia de empresas productoras de "sal".
- Casa de la Cultura de Monagrillo: Recinto diseñado para presentación de obras teatrales.
- Iglesia San Miguel Arcángel: Templo diseñado por el arquitecto Miguel Rodríguez
- Puerto de Boca de Parita: Ideal para adquirir prescados y mariscos a bajos precios.
- Cerro El Tigre

## Padre Segundo Familiar Cano
El padre Cano como popularmente se le conoce fue una persona muy importante para el pueblo de Monagrillo a pesar de que su nacionalidad era española siempre luchó por la juventud del pueblo monagrillero. En honor a su magnífica labor el Colegio de Monagrillo, como antes se le conocía, hoy día lleva su nombre.